# JR東日本E331系電車
E331系電車（E331けいでんしゃ）は、かつて東日本旅客鉄道（JR東日本）に在籍していた直流一般形電車。

## 概要
JR東ではこれまでE993系において連接構造・直接駆動式モーターの試験を行い基本的な確認と検証を行ってきた。しかし長期間の使用におけるメンテナンス周期や設備・量産時における課題などより営業面においての新技術の有効性を確認する必要があった。
当初は201系電車の置き換えとして中央快速線に導入する案もあったが、従来の車両と長さが異なり乗車位置も他の車両と変わること、中央快速線においては分割併合が多く連接構造の試験に不向きなこと、同線は当時輸送の安定が最優先課題であり試験車を入れる余地がないことから、分割併合の少ない京葉線に導入することとした。2006年（平成18年）3月に量産先行車が製造された。国鉄→JR所有の鉄道車両で初の営業運転を行った連接車である。
第1編成は、2006年3月に2回に分けて7両ずつ車両メーカー（東急車輛製造・川崎重工業）から甲種輸送された。

## 構造

### 車体
軽量ステンレス車体で、前面形状は山手線用のE231系500番台(ライト配置など)や、E993系と類似するが、車端部のオーバーハングがなく、台車中心間距離が短い連接式であることから、車体幅は従来の車両より39mm 広い2,989mmで、車体全長は13.4mを基本とし、片方の台車をその車両に属することとしている。ただし、先頭車（制御車）のクハE331形・クハE330形および編成分割部の付随車のサハE331形1000番台・サハE330形は16.5mである。
E993系（ACトレイン、2006年7月に廃車）と同様に客用ドアの数は1両当たり3か所である。なお、E993系で採用された外吊り戸は本系列では採用されず、戸袋にドアを収納する従来タイプとされた。
貫通路については、E993系では幅広とし立席スペースとしての活用を考慮していたものの、韓国で発生した大邱地下鉄放火事件を受けて鉄道に関する技術上の基準を定める省令の解釈基準が変わり、貫通扉の設置が必要になったことからE231系と同じく幅を900㎜として貫通扉を設けた。貫通扉には扉は傾斜式戸閉機構を採用している。
窓枠はE231系のような1段下降式ではなく、209系や70-000形の開閉化改造窓のような下段固定・上段下降式である。
1編成14両で構成されているが、編成の長さは既存車両（20m車）の10両編成と同一である。14両は全て連接化されているわけではなく、7両の連接編成2本が組み合わされ、台車の数は合計16となる。検査などの際は7両ずつに分割されることがあった。

### 車内
ドア先端部に黄色いテープを貼付し、通路際の床敷物の色を黄色にするとともにドアチャイムとドア開閉表示灯を搭載している。
客用ドア上部には「トレインチャンネル」と呼ばれる2基の液晶ディスプレイ（E231系500番台と同一のもの）があり、右側は行先・次の駅・乗り換え案内・運行情報などを、左側はトレインチャンネルとしてニュース・天気予報・CMなどをそれぞれ放映する。このほか、自動放送装置が導入された。
つり革は白色を採用した。優先席付近は2008年初頭頃にオレンジ色のものに交換した。車内には車椅子スペースを設置したほか、車椅子でスムーズな乗降ができるように専用の格納式電動スロープを設置する。
先頭車中央の座席はデュアルシートを採用しており、座席の中央部分を回転させるとロングシートからクロスシートに変更することが可能である。

戸閉装置（ドアエンジン）はモハE331形以外はE231系1000番台やE531系において実績のあるリニアモータ駆動式としている。一方モハE331形は直流ブラシレスモータによりプーリを駆動する新開発の電気式（モータ駆動ベルト式）を採用した。

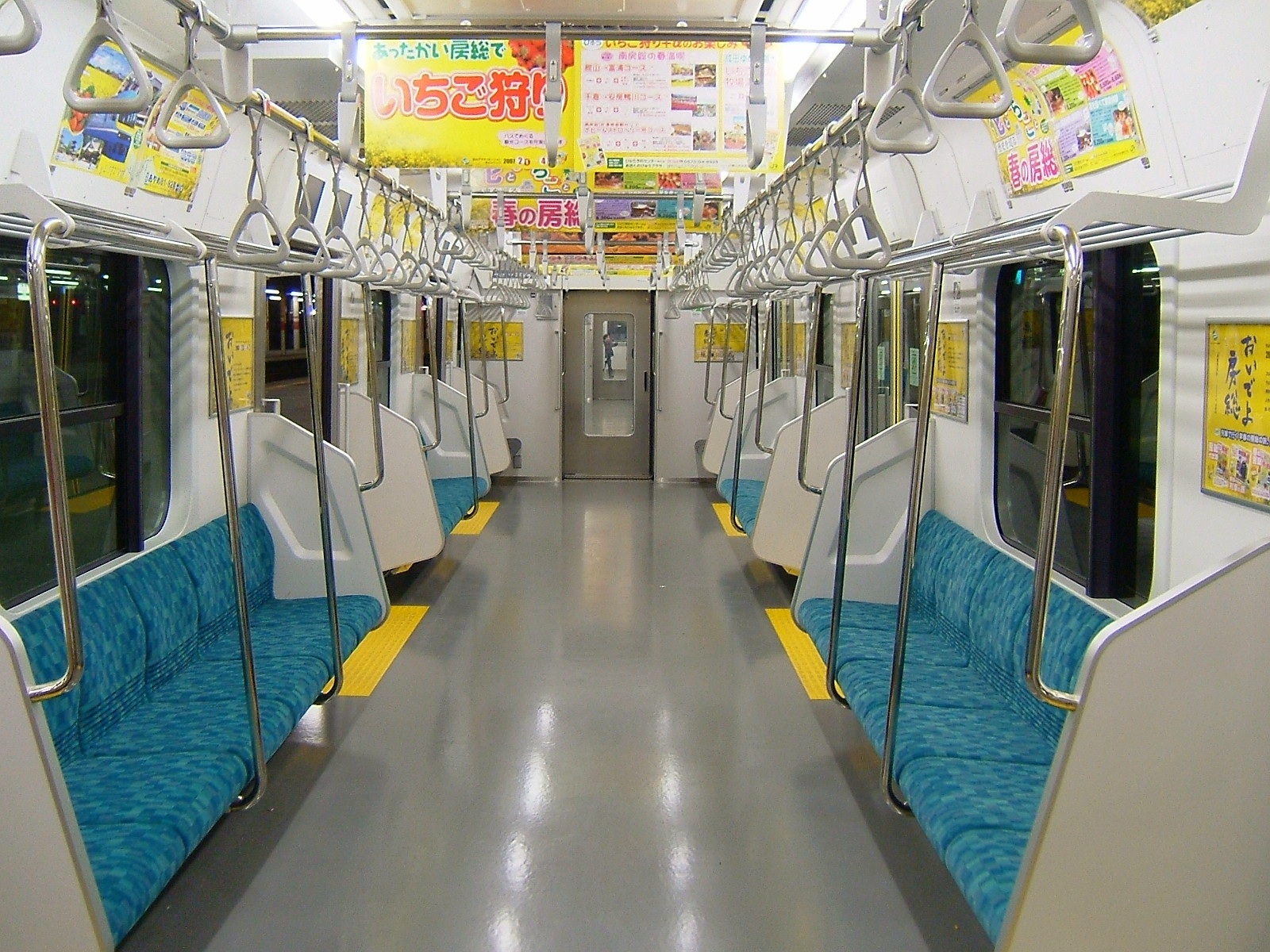
車内
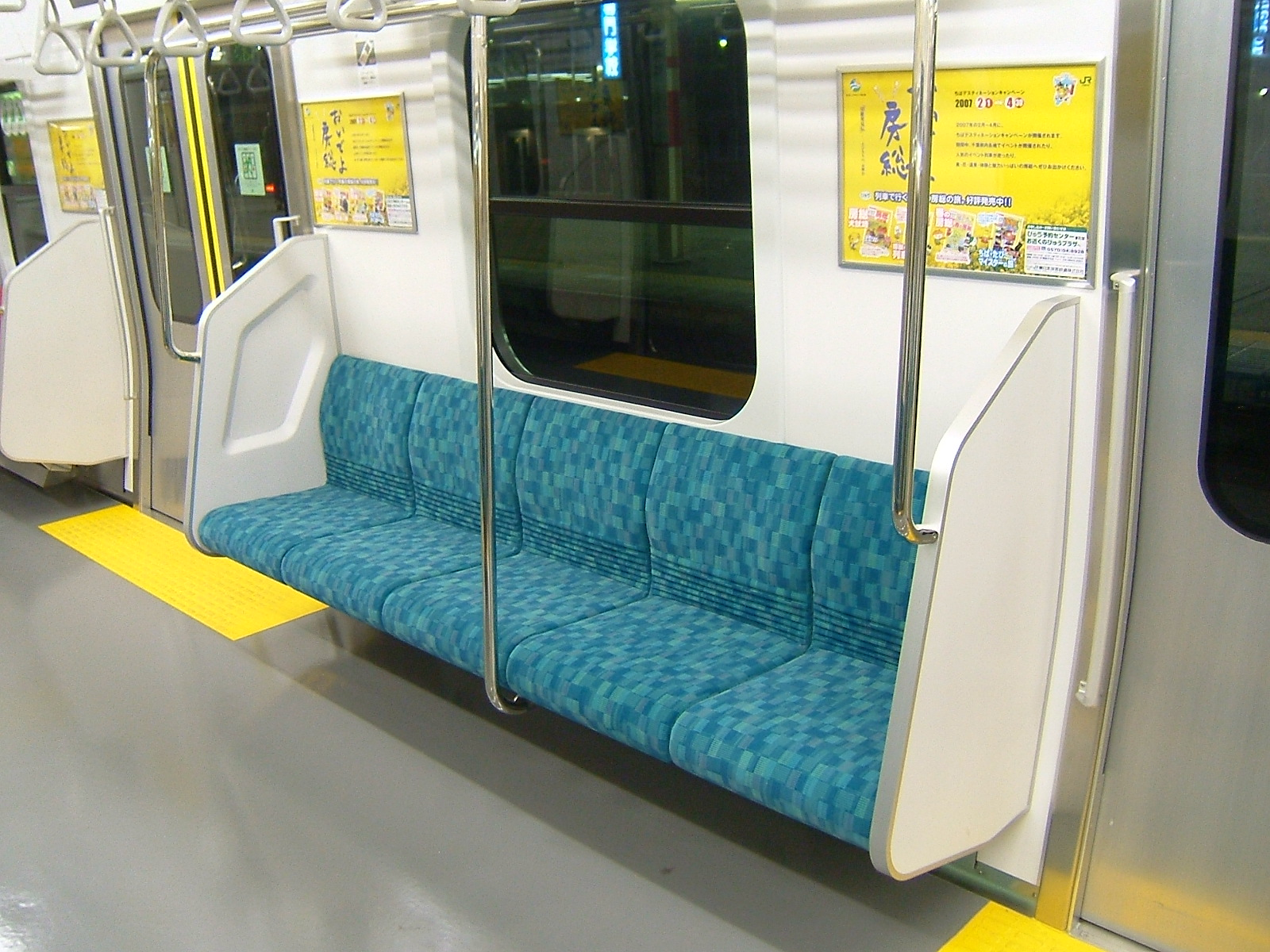
ロングシート
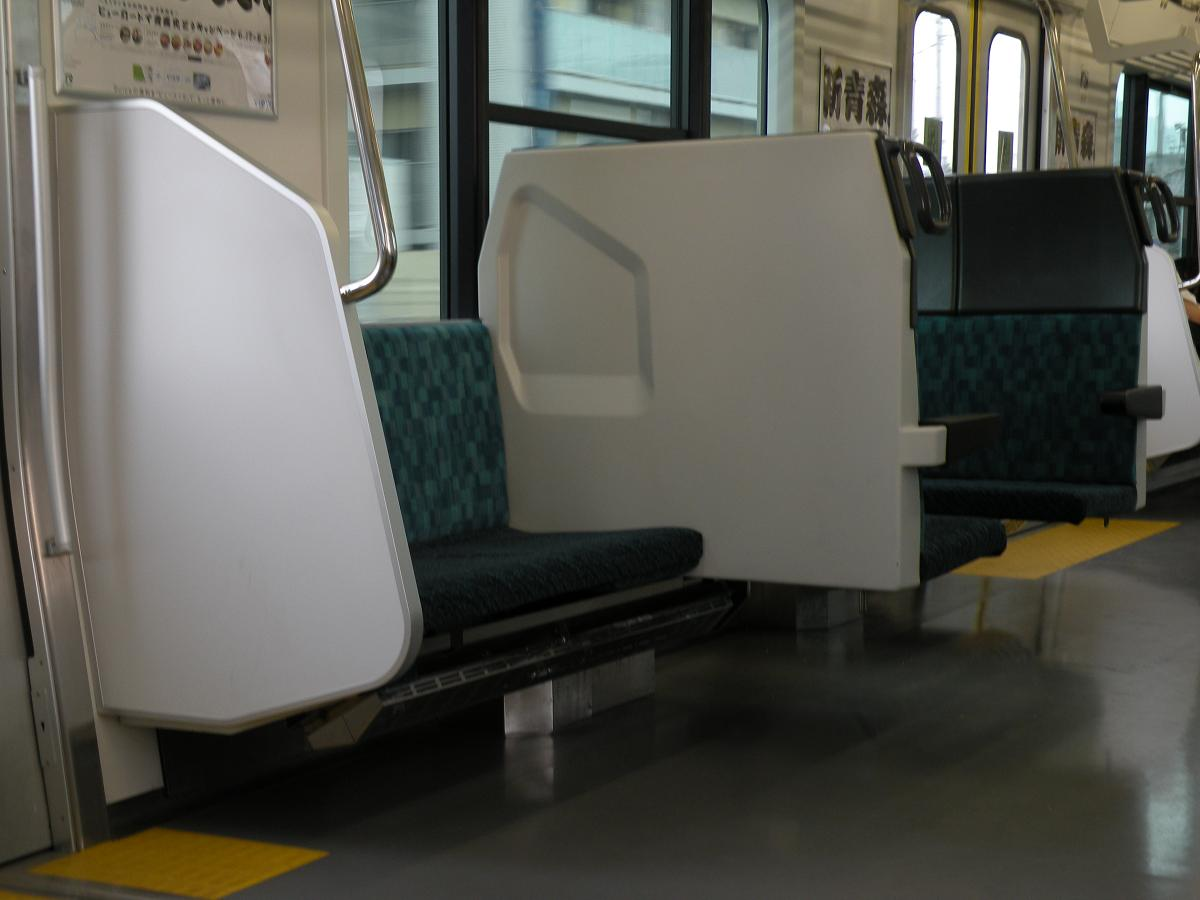
可変座席
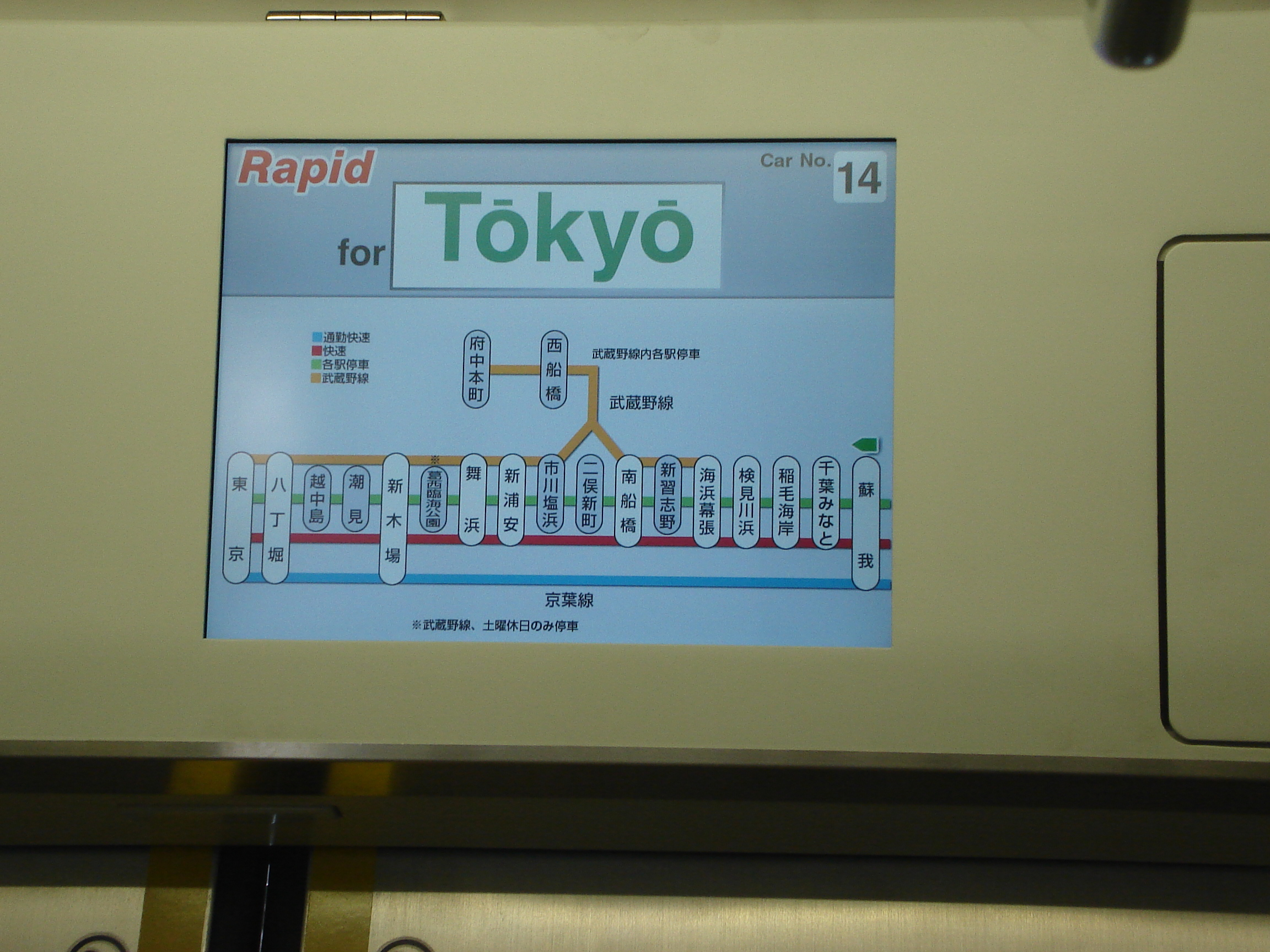
車内液晶画面

### 主要機器
本系列はE993系の成果を受けて開発された車両で、連接台車を持つ14m級の短い車体が大きな特徴である。制御装置はIGBT素子によるVVVFインバータ制御である。電動機は「ACトレイン」で試験された車軸直接駆動式モーターであるダイレクトドライブ（DDM）を採用している。また、本系列は永久磁石同期電動機（PMSM、MT77形）を日本国内の新製車両としては初めて搭載した。加速時はチョッパ音のような非同期音のあと一度変調してその後ほとんど無音となる。減速時はその逆のパターン（無音→非同期音）を取る。
運転台の速度計と双針圧力計はグラスコックピット方式とした。
補助電源装置はIGBT素子（3,300V - 800A）使用を使用した東芝製静止形インバータ (SIV) とし、形式はSC83となっており、出力電圧は三相交流440V,60Hz、電源容量は 210kVAである。E531系ではE993系で開発された並列運転を行う方式としていたが、すべてを2重系統にすることによる重量・コストの増大が問題となった。この為過去の実績から故障率の高いパワーユニット部及び制御部のみ2回路とし、故障率の低い高速度遮断器や出力フィルタ部は1回路とする「待機2重系方式」を採用した。待機2重系方式とすることで機器故障時における運転不可となる確率は、1重系と比較して約14 %（約1/7）まで低減させている。

また、情報管理システムはE231系が搭載するTIMSの発展型であるAIMS（アイムス）を搭載している。

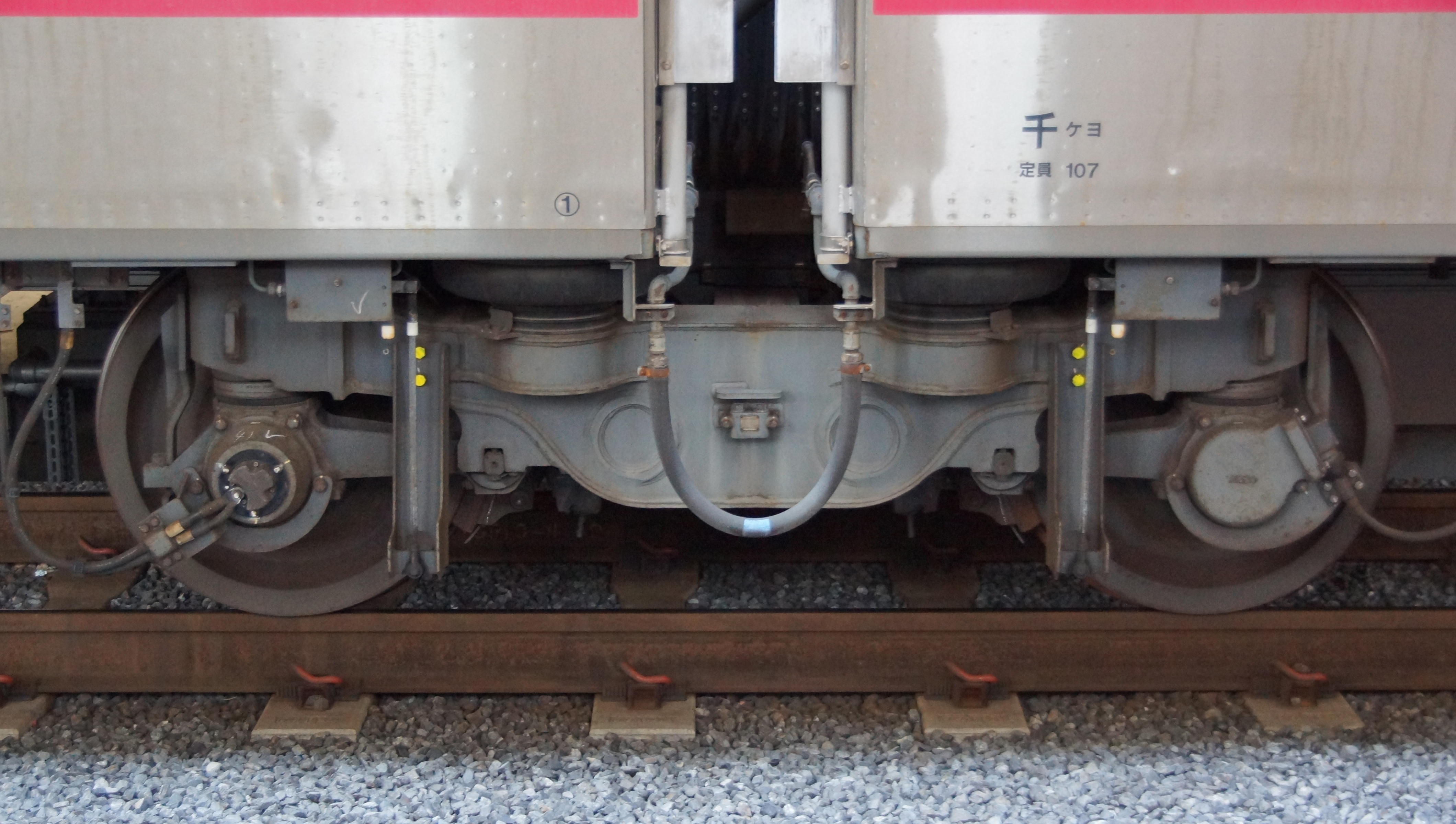
DT73系動力台車
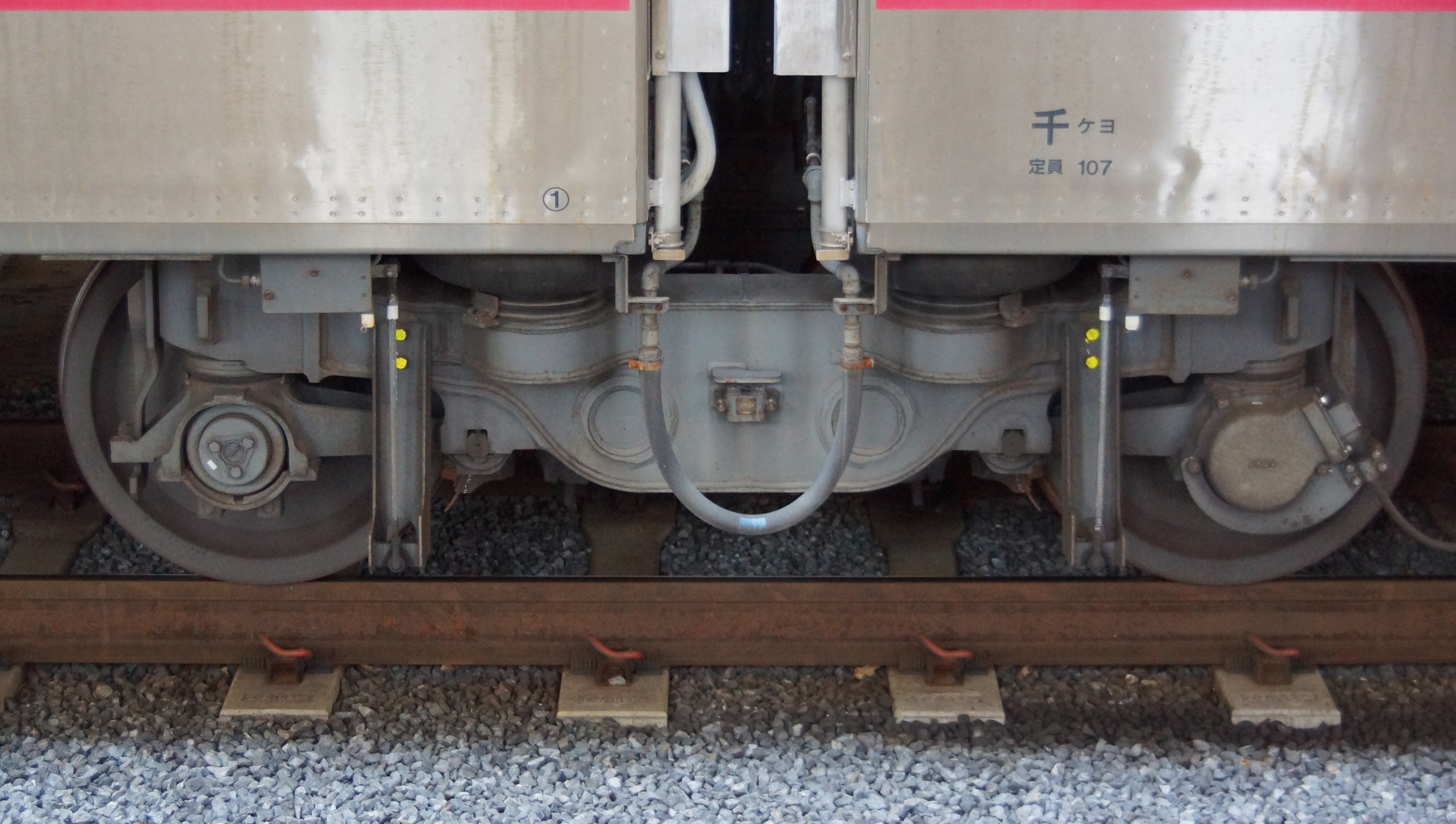
TR258系付随台車
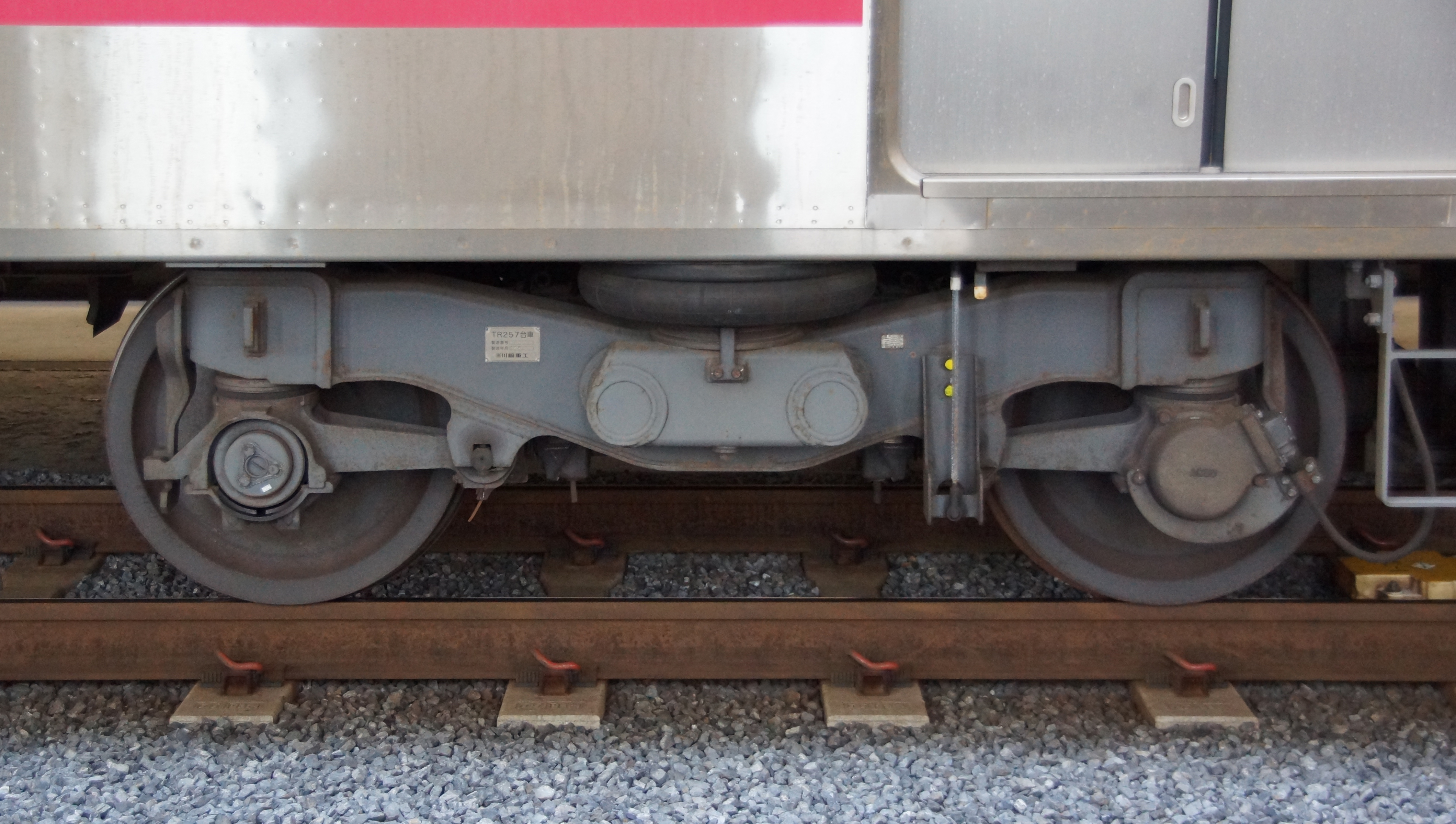
TR257系付随台車

## 編成
- モハE331形：電動車（側面行先表示器なし）
- クハE331形：制御車（可変座席あり）
- クハE330形：補助電源搭載制御車（可変座席あり）
- サハE331形：付随車（空気圧縮機搭載）
- サハE331形500番台：付随車（パンタグラフ搭載）
- サハE331形1000番台：付随車（片側通常台車）
- サハE330形：補助電源搭載付随車（片側通常台車）

### 編成表
|          |            | ← 蘇我・内房線 君津/外房線 上総一ノ宮東京 → |            |               |            |               |            |               |            |                |            |               |            |               |              |                 |              |               |              |               |              |               |              |                |              |               |              |              |
| 14両編成 | 号車       | 14                                          | +          | 13            | +          | 12            | +          | 11            | +          | 10             | +          | 9             | +          | 8             | =            | 7               | +            | 6             | +            | 5             | +            | 4             | +            | 3              | +            | 2             | +            | 1            |
| 14両編成 | 車両番号   | クハ E331 -1                                | +          | モハ E331 -1  | +          | サハ E331 -1  | +          | モハ E331 -2  | +          | サハ E331 -501 | +          | モハ E331 -3  | +          | サハ E330 -1  | =            | サハ E331 -1001 | +            | モハ E331 -4  | +            | サハ E331 -2  | +            | モハ E331 -5  | +            | サハ E331 -502 | +            | モハ E331 -6  | +            | クハ E330 -1 |
| 14両編成 | 座席の配置 | 可変座席                                    |            | ロング シート |            | ロング シート |            | ロング シート |            | ロング シート  |            | ロング シート |            | ロング シート |              | ロング シート   |              | ロング シート |              | ロング シート |              | ロング シート |              | ロング シート  |              | ロング シート |              | 可変座席     |
| 14両編成 | 搭載機器   |                                             | VVVF       | CP            | VVVF       |               | VVVF       | 補助電源      |            | VVVF           | CP         | VVVF          |            | VVVF          | 補助電源     |                 |              |               |              |               |              |               |              |                |              |               |              |              |
| 14両編成 | 車体全長   | 16.5 m                                      | 13.4 m     | 13.4 m        | 13.4 m     | 13.4 m        | 13.4 m     | 13.4 m        | 13.4 m     | 13.4 m         | 13.4 m     | 16.5 m        | 16.5 m     | 13.4 m        | 13.4 m       | 13.4 m          | 13.4 m       | 13.4 m        | 13.4 m       | 13.4 m        | 13.4 m       | 13.4 m        | 16.5 m       |                |              |               |              |              |
| 14両編成 | 車体重量   | 24.1t                                       |            | 16.8t         |            | 16.5t         |            | 16.8t         |            | 16.7t          |            | 16.8t         |            | 21.5t         | 20.2t        |                 | 16.8t        |               | 16.5t        |               | 16.8t        |               | 16.7t        |                | 16.8t        |               | 25.1t        |              |
| 14両編成 | 製造所     | 川崎重工業                                  | 川崎重工業 | 川崎重工業    | 川崎重工業 | 川崎重工業    | 川崎重工業 | 川崎重工業    | 川崎重工業 | 川崎重工業     | 川崎重工業 | 川崎重工業    | 川崎重工業 | 川崎重工業    | 東急車輛製造 | 東急車輛製造    | 東急車輛製造 | 東急車輛製造  | 東急車輛製造 | 東急車輛製造  | 東急車輛製造 | 東急車輛製造  | 東急車輛製造 | 東急車輛製造   | 東急車輛製造 | 東急車輛製造  | 東急車輛製造 |              |

- 凡例：+:連接台車、=:通常台車・連結器
- 編成両端の14号車（クハE331形）と1号車（クハE330形）は車両中央部に可変座席を設置。それ以外の車両の座席は通常のロングシート。

## 運用
本形式はおよそ1年かけて入念に試験運転を実施したうえで、2007年（平成19年）3月18日のダイヤ改正から京葉線で営業運転を開始した。従来の車両とは乗車位置が異なることからラッシュ時は避けることとし、当面は土曜・休日ダイヤの95運用（列車番号の末尾2桁が94か95の列車）のみの運用だった。各駅のプラットホームには本系列の停止位置を明確にするため、通常の4ドア車とは異なる専用の乗車口マークが設置されており、また運用時には発車標に「14両（3ドア）」と表記（一部駅の時刻表にも表記）された。
当初は2007年4月30日まで開催の「ちばデスティネーションキャンペーン」のADトレインとして運用された。しかし連接部の強度が不足し、部材に亀裂が入るトラブルがあったことから、4月に入ってからは運用されなくなり、しばらく幕張車両センターなどで留置されていた。その後、10月に川崎重工製の7両が同社兵庫工場にて部品の一部を改良し、10月26日から27日にかけて兵庫から京葉車両センターまで甲種輸送された。また2008年3月25日には東急車輛製の7両についても同様の改良のため甲種輸送された。
2008年12月までは営業運転には就かず、京葉線を中心に試運転を行っていたが、12月23日より営業運転を再開し、2009年5月頃に再び営業運転から離脱した。
2010年4月3日に再度営業運転を再開し、ダイレクトドライブ方式や連接台車化によるメリット（検査面・コスト面）を調査したが、2011年1月16日に再び営業運転から離脱し、これ以降営業運転に復帰することはなかった。
2010年7月1日より導入されたE233系5000番台の置き換え対象からは外れていたが、2014年（平成26年）3月25日にEF64 1031牽引で長野総合車両センターへ廃車回送され、4月2日付で廃車、形式消滅となった。廃車後は全車両が解体されたため現存しない。

稼働期間は約7年で、このうち乗客を乗せて営業運転に入った期間は約15か月間であった。

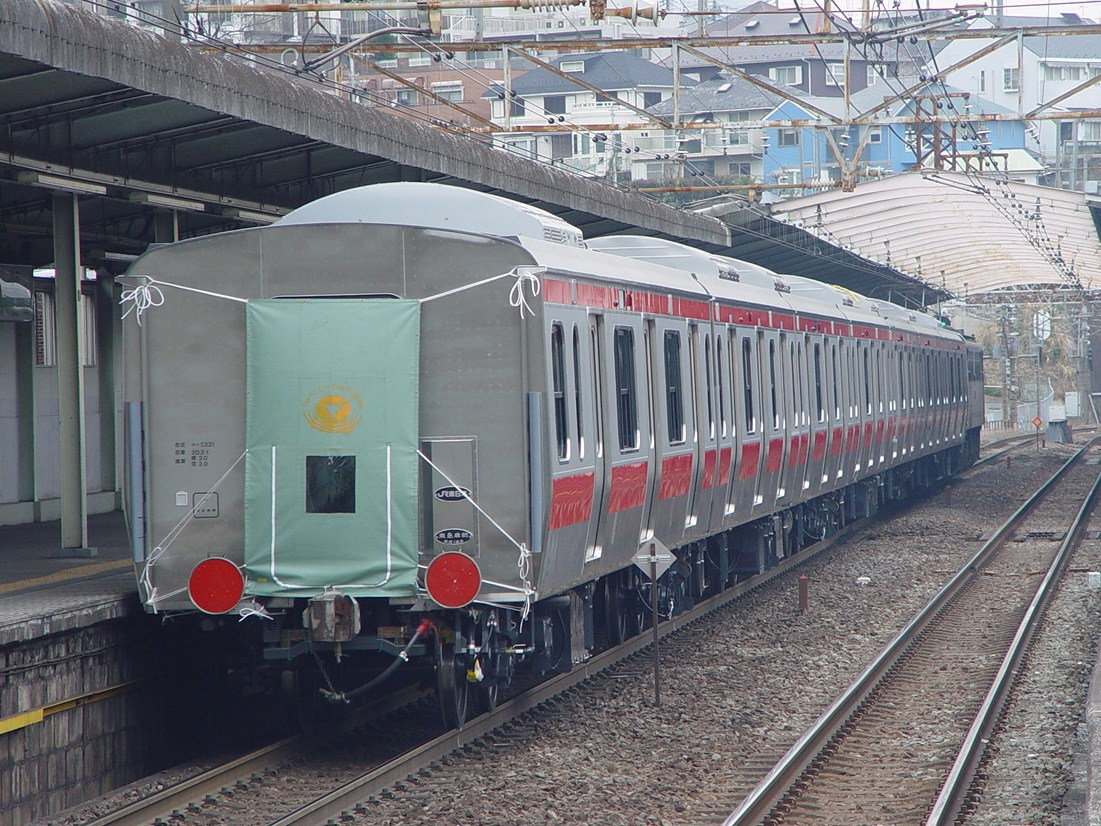
甲種輸送されるE331系（2006年3月6日 山手駅）
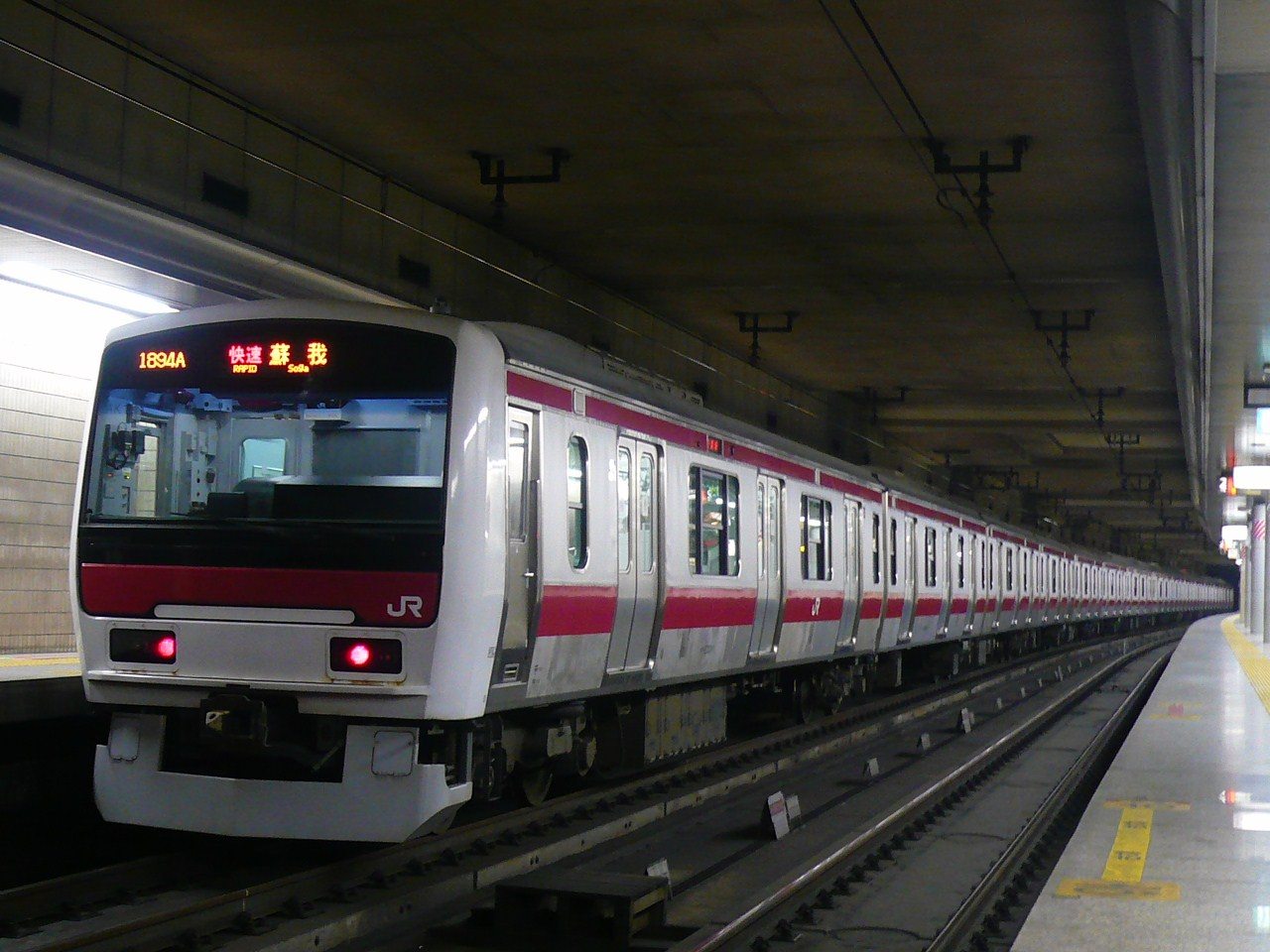
京葉線で運用されるE331系（2010年5月2日 東京駅）
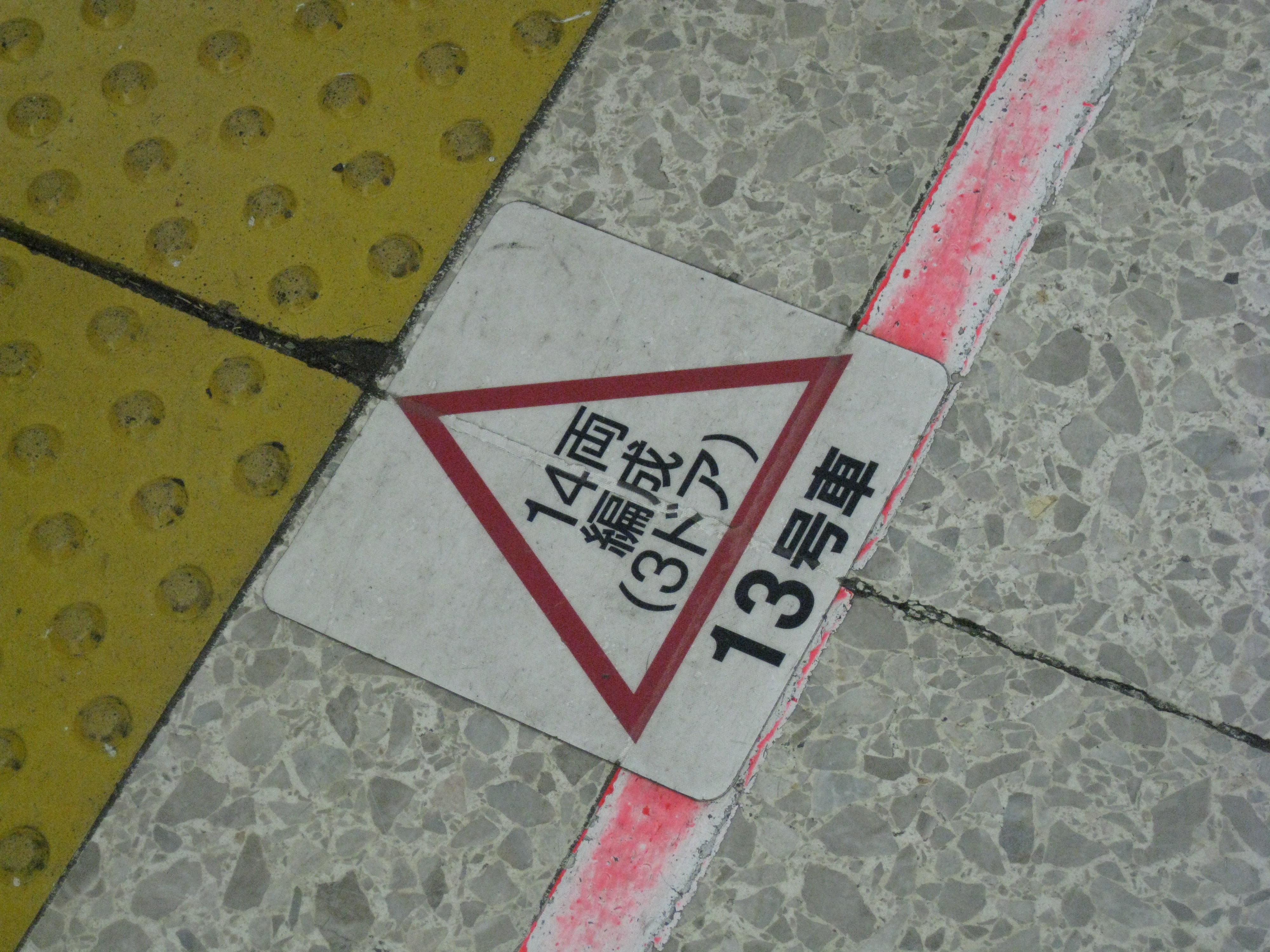
乗車位置案内（東京駅）
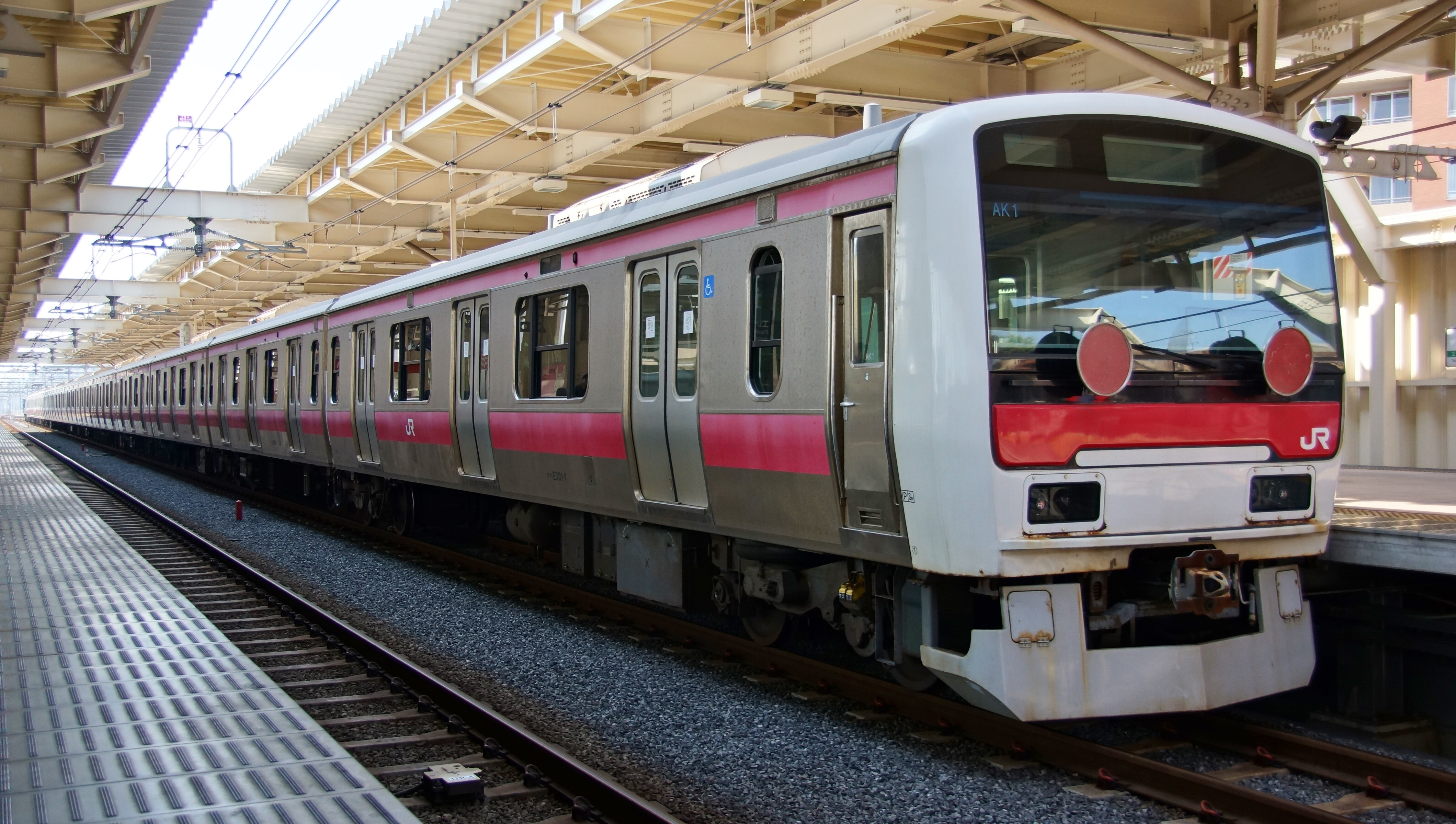
長野総合車両センターへ廃車回送されるE331系（2014年3月25日 国立駅）

## 評価
E331系の開発に関わった東芝のエンジニアが後に回顧したところでは、DDMや待機⼆重系⽅式SIVには大きな問題はなかったものの、AIMSの開発でトラブルが多発したという。AIMSでは制御系と情報系を1つのネットワークで賄う設計を採用したが、多数のメーカーとインタフェース等のすり合わせを行うことになり、開発に苦労したと語っている。車両としては失敗に終わったものの、待機⼆重系⽅式SIVや永久磁石同期電動機などはその後の鉄道車両でも多く採用されており、要素技術レベルでは後世につながる役割を果たしたと評価している。
一方で白川保友は、自著で「大邱地下鉄放火事件の影響で、連結部に人を乗せられるというメリットが失われてしまった」ことに加え「DDMはバネ下重量が重くなるが、その影響を軽視していた」ことを指摘した。また開発体制の問題として「運輸車両部と技術開発部門にそれぞれ車両技術者がいた」ことを挙げ、結果として現場の実情と合致しない車両となってしまったとしている。